# Hoces De Río Piedra
Hoces De Río Piedra este o arie protejată (arie de protecție specială avifaunistică — SPA) din Spania întinsă pe o suprafață de 3.103,3 ha, integral pe uscat.

## Localizare
Centrul sitului Hoces De Río Piedra este situat la coordonatele 41°01′22″N 1°41′46″W / 41.02264°N 1.696166°V.

## Înființare
Situl Hoces De Río Piedra a fost declarat arie de protecție specială avifaunistică în iulie 2021 pentru a proteja 23 de specii de animale.

## Biodiversitate
Situată în ecoregiunea mediteraneană, aria protejată nu include niciun habitat protejat.
La baza desemnării sitului se află mai multe specii protejate de  păsări (23): acvilă de munte (Aquila chrysaetos), buha (Bubo bubo), ciocârlie-cu-degete-scurte (Calandrella brachydactyla), Chersophilus duponti, șerpar (Circaetus gallicus), erete de stuf (Circus aeruginosus), erete vânăt (Circus cyaneus), presură de grădină (Emberiza hortulana), șoim de iarnă (Falco columbarius), șoim călător (Falco peregrinus), Galerida theklae, cocor (Grus grus), vulturul pleșuv sur (Gyps fulvus), acvilă pitică (Hieraaetus pennatus), ciocârlie de pădure (Lullula arborea), ciocârlie de bărăgan (Melanocorypha calandra), gaia roșie (Milvus milvus), vultur egiptean (Neophron percnopterus), Oenanthe leucura, viespar (Pernis apivorus), Pterocles orientalis, Pyrrhocorax pyrrhocorax, silvie de tufiș (Sylvia undata).